# Coupe d'Angleterre de football 1878-1879
Navigation
Coupe d'Angleterre 1877-1878 Coupe d'Angleterre 1879-1880
La Coupe d'Angleterre de football 1878-1879 est la 8e édition de la Coupe d'Angleterre de football. Le Old Etonians Football Club remporte sa première Coupe d'Angleterre de football au détriment du Clapham Rovers Football Club sur le score de 1-0 au cours d'une finale jouée dans l'enceinte du stade de Kennington Oval à Londres.

## Premier tour
| Club à domicile          | Score   | Club à l'extérieur   | Date             |
| ------------------------ | ------- | -------------------- | ---------------- |
| Darwen FC                | forfait | Birch                |                  |
| Reading FC               | 1-0     | Hendon FC            | 9 novembre 1878  |
| Sheffield FC             | 1-1     | Grantham Town FC     | 28 octobre 1878  |
| Grantham Town FC         | 1-3     | Sheffield FC         | 16 novembre 1878 |
| Barnes FC                | 1-1     | Maidenhead United FC | 19 octobre 1878  |
| Maidenhead United FC     | 0-4     | Barnes FC            | 9 novembre 1878  |
| Royal Engineers AFC      | 3-0     | Old Forresters FC    | 9 novembre 1878  |
| Clapham Rovers FC        | forfait | Finchley             | 27 octobre 1878  |
| Upton Park FC            | 5-0     | Saffron Walden Town  | 30 octobre 1878  |
| Wanderers FC             | 2-7     | Old Etonians FC      | 30 octobre 1878  |
| South Norwood FC         | forfait | Leyton FC            |                  |
| Oxford University AFC    | 7-0     | Wednesbury Strollers | 2 octobre 1878   |
| Swifts FC                | 2-1     | Hawks                | 9 novembre 1878  |
| Cambridge University AFC | 2-0     | Herts Rangers        | 9 novembre 1878  |
| Panthers                 | forfait | Runnymede            |                  |
| Forest School            | 7-2     | Rochester            | 2 novembre 1878  |
| Old Harrovians FC        | 8-0     | Southill Park        | 2 novembre 1878  |
| Nottingham County        | 1-3     | Nottingham Forest    | 16 novembre 1878 |
| Remnants                 | forfait | Unity                |                  |
| Minerva                  | forfait | 105th Regiment       |                  |
| Eagley FC                | Exempt  |                      |                  |
| Romford FC               | 3-1     | Ramblers             | 2 novembre 1878  |
| Grey Friars              | 2-1     | Marlow FC            | 9 novembre 1877  |
| Brentwood Town FC        | 1-3     | Pilgrims             | 9 novembre 1877  |

## Second tour
| Club à domicile          | Score | Club à l'extérieur  | Date             |
| ------------------------ | ----- | ------------------- | ---------------- |
| Darwen FC                | 0-0   | Eagley FC           | 7 décembre 1878  |
| Darwen FC                | 4-1   | Eagley FC           | 21 décembre 1878 |
| Reading FC               | 6-0   | Old Etonians FC     | 18 décembre 1878 |
| Barnes FC                | 3-2   | Upton Park FC       | 4 janvier 1879   |
| Clapham Rovers FC        | 10-0  | Forest School       | 7 décembre 1878  |
| Oxford University AFC    | 4-0   | Royal Engineers AFC | 7 décembre 1878  |
| Swifts FC                | 3-1   | Romford FC          | 21 décembre 1877 |
| Cambridge University AFC | 3-0   | South Norwood FC    | 4 décembre 1877  |
| Old Harrovians FC        | 3-0   | Panthers            | 21 décembre 1877 |
| Remnants                 | 6-2   | Pilgrims            | 21 décembre 1877 |
| Nottingham Forest        | 2-0   | Sheffield FC        | 21 décembre 1878 |
| Grey Friars              | 0-3   | Minerva             | 7 décembre 1878  |

## Troisième tour
| Club à domicile       | Score  | Club à l'extérieur       | Date            |
| --------------------- | ------ | ------------------------ | --------------- |
| Clapham Rovers FC     | 1-0    | Cambridge University AFC | 6 février 1879  |
| Oxford University AFC | 2-1    | Barnes FC                | 6 février 1879  |
| Old Etonians FC       | 5-2    | Minerva                  | 11 janvier 1879 |
| Swifts FC             | Exempt |                          |                 |
| Old Harrovians FFC    | 1-2    | Nottingham Forest        | 28 janvier 1879 |
| Oxford University AFC | 3-2    | Clapham Rovers FC        | 2 février 1879  |
| Remnants              | 2-3    | Darwen FC                | 30 janvier 1879 |

## Quarts de finale
| Club à domicile   | Score | Club à l'extérieur    | Date            |
| ----------------- | ----- | --------------------- | --------------- |
| Clapham Rovers FC | 8-1   | Swifts                | 8 mars 1879     |
| Old Etonians FC   | 5-5   | Darwen FC             | 13 février 1879 |
| Old Etonians FC   | 2-2   | Darwen FC             | 8 mars 1879     |
| Old Etonians FC   | 6-2   | Darwen FC             | 15 mars 1879    |
| Nottingham Forest | 2-1   | Oxford University AFC | 25 février 1879 |

## Demi-finales
| Club à domicile   | Score  | Club à l'extérieur | Date         |
| ----------------- | ------ | ------------------ | ------------ |
| Clapham Rovers FC | Exempt |                    |              |
| Old Etonians FC   | 2-1    | Nottingham Forest  | 22 mars 1879 |

## Finale
| Titulaires : |  |
| |  |
| John Purvis Edward Christian Lindsay Bury Arthur Kinnaird Edgar Lubbock Charles Clerke Norman Pares Harry Goodhart Herbert Whitfeld John Chevallier H Mark Beaufoy |  |

| Titulaires : |  |
| |  |
| Reginald Birkett Robert Ogilvie Edgar Field Norman Bailey James Prinsep Frederick Rawson Arthur J Stanley Stanley Scott Herbert Bevington Edward Growse Cecil Keith-Falconer |  |

| Titulaires : |  |
| |  |
| John Purvis Edward Christian Lindsay Bury Arthur Kinnaird Edgar Lubbock Charles Clerke Norman Pares Harry Goodhart Herbert Whitfeld John Chevallier H Mark Beaufoy |  |

| Titulaires : |  |
| |  |
| Reginald Birkett Robert Ogilvie Edgar Field Norman Bailey James Prinsep Frederick Rawson Arthur J Stanley Stanley Scott Herbert Bevington Edward Growse Cecil Keith-Falconer |  |